# Ascarina rubricaulis
Ascarina rubricaulis är en tvåhjärtbladig växtart som beskrevs av Hermann Maximilian Carl Ludwig Friedrich zu Solms-Laubach. Ascarina rubricaulis ingår i släktet Ascarina och familjen Chloranthaceae. Inga underarter finns listade i Catalogue of Life.

## Bildgalleri

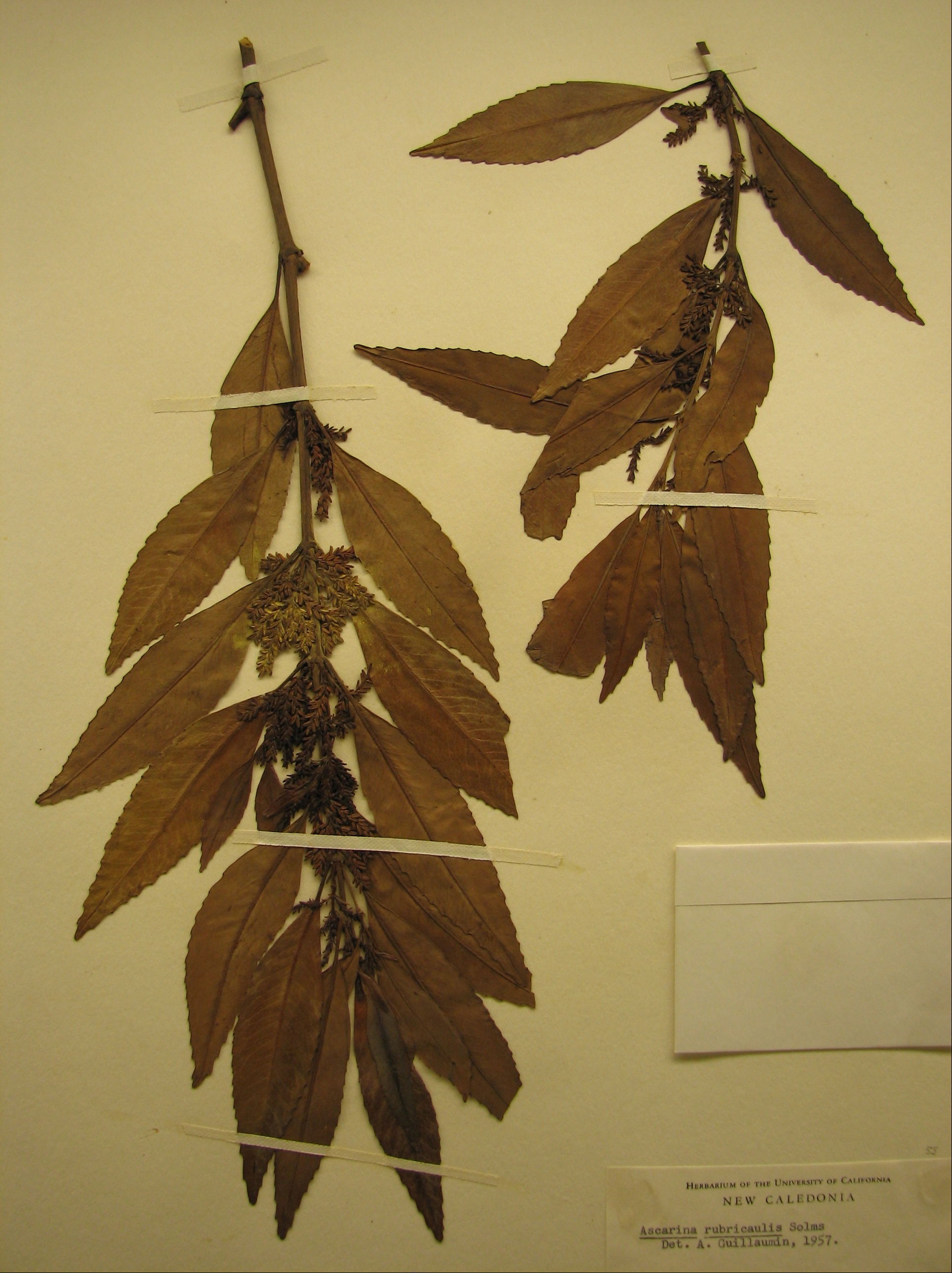